# Prefontaine Classic

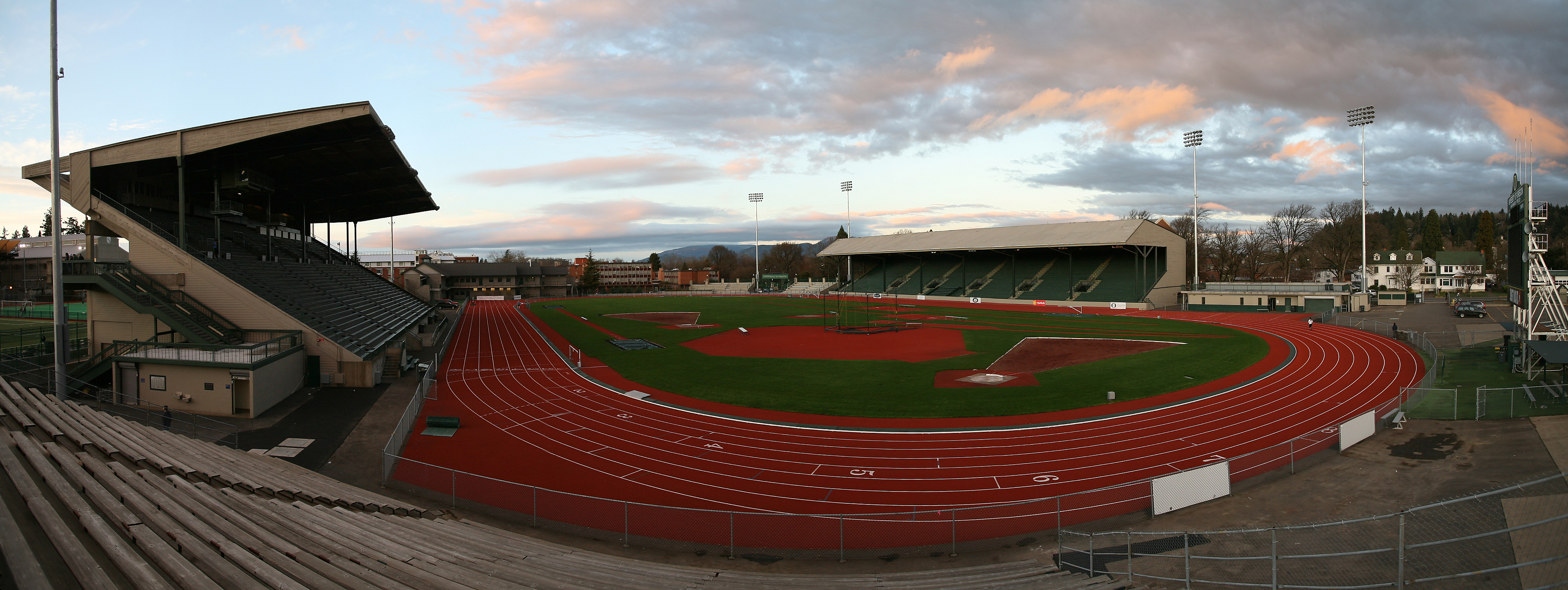
Panoramica dell'Hayward Field, sede del Prefontaine Classic

Il Prefontaine Classic è un evento internazionale di atletica leggera che si svolge annualmente all'Hayward Field, presso l'Università dell'Oregon a Eugene, negli Stati Uniti d'America. È uno dei meeting facenti parte della Diamond League.

## Storia
In origine questo meeting era denominato Hayward Field Restoration Race, ma nel 1975 il nome è stato cambiato in quello attuale in memoria dell'atleta Steve Prefontaine, una leggenda dell'Università dell'Oregon, che rimase ucciso in un incidente d'auto una settimana prima del meeting. Il meeting è inoltre chiamato Nike Prefontaine Classic perché la ditta Nike è sponsor ufficiale dal 1978.

## Record mondiali
Durante il corso della sua storia, sei record mondiali sono stati migliorati al Prefontaine Classic.
| Anno | Specialità | Record    | Atleta          | Nazione     | Note        |
| ---- | ---------- | --------- | --------------- | ----------- | ----------- |
| 2025 | 5000 m     | 13'58"06  | Beatrice Chebet | Kenya       |             |
| 2023 | 5000 m     | 14'00"21  | Gudaf Tsegay    | Etiopia     |             |
| 2011 | 30000 m    | 1h26'47"4 | Moses Mosop     | Kenya       | [ 2 ] [ 3 ] |
| 2011 | 25000 m    | 1h12'25"4 | Moses Mosop     | Kenya       | [ 2 ] [ 4 ] |
| 1982 | 5000 m     | 15'08"26  | Mary Decker     | Stati Uniti |             |
| 1975 | 220 iarde  | 19"92     | Don Quarrie     | Giamaica    |             |

## Prestazioni di livello e record
Al meeting Prefontaine Classic del 2001 Alan Webb è riuscito a correre in 3'53"43 il miglio ed ha infranto il record delle scuole superiori nazionali di Jim Ryun, che possedeva da 36 anni. Questa prestazione è stata inoltre la più veloce per uno statunitense nei seguenti 3 anni.
Maria Mutola ha vinto per 16 volte consecutivamente la gara degli 800 m piani al Prefontaine Classic.

## Edizioni
Di seguito la tabella delle ultime edizioni del meeting.
| Anno | Edizione | Circuito                 | Dettagli                 |
| ---- | -------- | ------------------------ | ------------------------ |
| 2007 | XXXIII   | IAAF Grand Prix 2007     | Prefontaine Classic 2007 |
| 2008 | XXXIV    | IAAF Grand Prix 2008     | Prefontaine Classic 2008 |
| 2009 | XXXV     | IAAF Grand Prix 2009     | Prefontaine Classic 2009 |
| 2010 | XXXVI    | IAAF Diamond League 2010 | Prefontaine Classic 2010 |
| 2011 | XXXVII   | IAAF Diamond League 2011 | Prefontaine Classic 2011 |
| 2012 | XXXVIII  | IAAF Diamond League 2012 | Prefontaine Classic 2012 |
| 2013 | XXXIX    | IAAF Diamond League 2013 | Prefontaine Classic 2013 |
| 2014 | XL       | IAAF Diamond League 2014 | Prefontaine Classic 2014 |
| 2015 | XLI      | IAAF Diamond League 2015 | Prefontaine Classic 2015 |
| 2016 | XLII     | IAAF Diamond League 2016 | Prefontaine Classic 2016 |
| 2017 | XLIII    | IAAF Diamond League 2017 | Prefontaine Classic 2017 |
| 2018 | XLIV     | IAAF Diamond League 2018 | Prefontaine Classic 2018 |
| 2019 | XLV      | IAAF Diamond League 2019 | Prefontaine Classic 2019 |
| 2021 | XLVI     | Diamond League 2021      | Prefontaine Classic 2021 |
| 2022 | XLVII    | Diamond League 2022      | Prefontaine Classic 2022 |
| 2023 | XLVIII   | Diamond League 2023      | Prefontaine Classic 2023 |
| 2024 | XLIX     | Diamond League 2024      | Prefontaine Classic 2024 |
| 2025 | L        | Diamond League 2025      | Prefontaine Classic 2025 |

## Record del meeting

### Uomini
| Specialità             | Record                                                    | Atleta                      | Nazionalità          | Data                         | Note                                  |
| ---------------------- | --------------------------------------------------------- | --------------------------- | -------------------- | ---------------------------- | ------------------------------------- |
| 100 m                  | 9.80 (+1.3 m/s)                                           | Steve Mullings              | Giamaica             | 4 giugno 2011                | [ 5 ]                                 |
| 200 m                  | 19.68 (+0.9 m/s)                                          | Justin Gatlin               | Stati Uniti          | 30 maggio 2015               | [ 6 ]                                 |
| 300 m                  | 31.30                                                     | LaShawn Merritt             | Stati Uniti          | 7 giugno 2009                |                                       |
| 400 m                  | 43.60                                                     | Michael Norman              | Stati Uniti          | 28 maggio 2022               | [ 7 ]                                 |
| 800 m                  | 1'43.63                                                   | Nijel Amos                  | Botswana             | 31 maggio 2014               |                                       |
| 1000 m                 | 2'13.62                                                   | Abubaker Kaki               | Sudan                | 3 luglio 2010                | [ 8 ]                                 |
| 1500 m                 | 3'32.81                                                   | Daniel Kipchirchir Komen    | Kenya                | 10 giugno 2007               | Record effettuato durante il Miglio   |
| Miglio                 | 3'47.32                                                   | Ayanleh Souleiman           | Gibuti               | 31 maggio 2014               | [ 9 ]                                 |
| 3000 m                 | 7'35.92                                                   | Eliud Kipchoge              | Kenya                | 4 giugno 2005                | Record effettuato durante le 2 miglia |
| 2 Miglia               | 8'03.50                                                   | Craig Mottram               | Australia            | 4 giugno 2007                |                                       |
| 5000 m                 | 12'50.05                                                  | Beirhu Aregawi              | Etiopia              | 28 maggio 2022               | [ 7 ]                                 |
| 10000 m                | 26'25.97                                                  | Kenenisa Bekele             | Etiopia              | 8 giugno 2008                |                                       |
| 25000 m                | 1:12'25.4                                                 | Moses Mosop                 | Kenya                | 3 giugno 2011                | [ 10 ]                                |
| 30000 m                | 1:26'47.4                                                 | Moses Mosop                 | Kenya                | 3 giugno 2011                | [ 11 ]                                |
| 110 m hs               | 12.90 (+1.6 m/s)                                          | David Oliver                | Stati Uniti          | 3 luglio 2010                | [ 12 ]                                |
| 400 m hs               | 47.91                                                     | Bershawn Jackson            | Stati Uniti          | 4 giugno 2005                |                                       |
| 3000 m siepi           | 8'01.71                                                   | Ezekiel Kemboi              | Kenya                | 30 maggio 2015               | [ 13 ]                                |
| Salto in alto          | 2.41 m                                                    | Mutaz Essa Barshim          | Qatar                | 30 maggio 2015               | [ 14 ]                                |
| Salto con l'asta       | 6.05 m                                                    | Renaud Lavillenie           | Francia              | 30 maggio 2015               | [ 15 ]                                |
| Salto in lungo         | 8.74 m (-1.2 m/s)                                         | Dwight Phillips             | Stati Uniti          | 7 giugno 2009                |                                       |
| Salto triplo           | 18.11 m (+0.8 m/s)                                        | Christian Taylor            | Stati Uniti          | 27 maggio 2017               | [ 16 ]                                |
| Getto del peso         | 22.61 m                                                   | Darlan Romani               | Brasile              | 30 giugno 2019               |                                       |
| Lancio del disco       | 71.32 m                                                   | Ben Plucknett               | Stati Uniti          | 4 giugno 1983                |                                       |
| Lancio del martello    | 82.65 m                                                   | Kōji Murofushi              | Giappone             | 19 giugno 2004               |                                       |
| Lancio del giavellotto | 93.72 m (Vecchio giavellotto) 89.88 m (Nuovo giavellotto) | Tom Petranoff Thomas Röhler | Stati Uniti Germania | 4 giugno 1983 25 maggio 2018 |                                       |

### Donne
| Specialità             | Record             | Atleta                    | Nazionalità                 | Data           | Note   |
| ---------------------- | ------------------ | ------------------------- | --------------------------- | -------------- | ------ |
| 100 m                  | 10.70 (+2.0 m/s)   | Carmelita Jeter           | Stati Uniti                 | 4 giugno 2011  | [ 17 ] |
| 200 m                  | 21.77              | Tori Bowie                | Stati Uniti                 | 27 maggio 2017 | [ 18 ] |
| 400 m                  | 49.34              | Ana Guevara               | Messico                     | 24 maggio 2003 |        |
| 800 m                  | 1'55.70            | Caster Semenya            | Sudafrica                   | 30 giugno 2019 |        |
| 1000 m                 | 2'32.33            | Maria de Lurdes Mutola    | Mozambico                   | 4 giugno 1995  |        |
| 1500 m                 | 3'52.59            | Faith Kipyegon            | Kenya                       | 28 maggio 2022 | [ 7 ]  |
| Miglio                 | 4'21.25            | Mary Slaney               | Stati Uniti                 | 2 luglio 1988  |        |
| 2000 m                 | 5'31.52            | Vivian Cheruiyot          | Kenya                       | 6 luglio 2009  |        |
| 3000 m                 | 8'18.49            | Sifan Hassan              | Paesi Bassi                 | 30 giugno 2019 |        |
| 2 miglia               | 8'59.08            | Francine Niyonsaba        | Burundi                     | 28 maggio 2022 | [ 7 ]  |
| 5000 m                 | 14:12.98           | Ejgayegu Taye             | Etiopia                     | 28 maggio 2022 | [ 7 ]  |
| 10000 m                | 30'24.39           | Tirunesh Dibaba           | Etiopia                     | 1º luglio 2012 | [ 19 ] |
| 100 m hs               | 12.24 (+0.7 m/s)   | Kendra Harrison           | Stati Uniti                 | 28 maggio 2016 |        |
| 400 m hs               | 53.03              | Lashinda Demus            | Stati Uniti                 | 3 luglio 2010  | [ 20 ] |
| 3000 m siepi           | 8'55.58            | Beatrice Chepkoech        | Kenya                       | 30 giugno 2019 |        |
| Salto in alto          | 2.04 m             | Mariya Lasitskene         | Atleti Neutrali Autorizzati | 30 giugno 2019 |        |
| Salto con l'asta       | 4.85 m             | Jenn Suhr Eliza McCartney | Stati Uniti Nuova Zelanda   | 26 maggio 2018 | [ 21 ] |
| Salto in lungo         | 7.31 m (+1.9 m/s)  | Marion Jones              | Stati Uniti                 | 31 maggio 1998 |        |
| Salto triplo           | 15.04 m (+1.7 m/s) | Yekaterina Koneva         | Russia                      | 30 maggio 2015 | [ 22 ] |
| Getto del peso         | 20.59 m            | Nadezhda Ostapchuk        | Bielorussia                 | 4 giugno 2011  | [ 23 ] |
| Lancio del disco       | 69.32 m            | Sandra Perković           | Croazia                     | 30 maggio 2014 | [ 24 ] |
| Lancio del martello    | 75.98 m            | Tatyana Lysenko           | Russia                      | 3 luglio 2010  | [ 25 ] |
| Lancio del giavellotto | 67.70 m            | Christina Obergföll       | Germania                    | 31 maggio 2013 |        |